# 中国人民解放军空军技术部
中国人民解放军空军技术部，是空军领导机关的一个职能部门，负责统一研究和领导空军地对空导弹部队的组建、装备计划、技术训练、战斗使用和技术保障等工作。

## 历史
1959年5月3日，中国人民解放军空军党委决定成立空军技术部。报总参批准。1959年7月1日正式成立，空军副司令员成钧兼任技术部部长、党委书记，空军干部管理部部长朱虚之调任技术部政委、党委副书记（1960年1月1日到任），杨文安、吴恺、王定烈任副部长。
1958年9月12日以保定空军第八预备学校和长春空军技术学校为基础，在保定组建空军第15航校，王定烈任校长。1959年2月，由河北省保定市迁陕西三原县。1960年1月18日改称空军高级专科学校，为地对空导弹部队培养干部。
1960年4月朱虚之代兼空军工程部部长；1961年3月朱虚之任空军技术部党委书记。1961年10月空军技术部并入空军高射炮兵指挥部，朱虚之任“高炮指”政委兼党委副书记；杨文安任副司令员晋升少将；吴恺也调任高炮指副司令员；王定烈回广州军区空军，任空军汕头指挥所主任，晋升少将。1966年5月地空导弹部队领导机关独立出来组建空军第二高射炮兵指挥部，朱虚之任政委兼党委书记（司令员空缺），杨文安任副司令员。1968年9月第二高射炮兵指挥部降级为空军司令部下属的二级部。 